# Yadkinville
Yadkinville è una città degli Stati Uniti d'America situata nella Carolina del Nord, nella Contea di Yadkin, della quale è anche il capoluogo.